# AirAsia Japan
AirAsia Japan K. K. (jap. エアアジア・ジャパン株式会社 Ea Ajia Japan Kabushiki-gaisha) war eine japanische Billigfluggesellschaft mit Sitz in Tokoname und Basis auf dem Flughafen Chūbu. Anteilseigner der AirAsia Japan waren AirAsia (33 %), Alpen (18 %), Noevir Holdings (18 %), Rakuten (18 %) und FinTech Global Incorporated (13 %). Sie stellte im Oktober 2020 den Betrieb ein und beantragte im November 2020 die Insolvenz.

## Geschichte
Nachdem sich die malaysische Billigfluggesellschaft AirAsia im Juni 2013 aus einem im August 2011 mit All Nippon Airways (kurz ANA) gegründeten Gemeinschaftsunternehmen namens „AirAsia Japan“ zurückgezogen hatte, folgte daraufhin die Übernahme des Unternehmens durch ANA sowie eine Umbenennung in Vanilla Air.
Am 14. Februar 2014 gab AirAsia bekannt, mit neuen Partnern einen zweiten Versuch im japanischen Markt zu starten. Zu diesem Zweck wurde am 1. Juli 2014 erneut eine Fluggesellschaft mit der Bezeichnung „AirAsia Japan“ gegründet. Das Luftverkehrsbetreiberzeugnis des japanischen Verkehrsministeriums erhielt sie am 6. Oktober 2015; acht Tage später übernahm sie ihren ersten Airbus A320-200.
Am 29. Oktober 2017 wurde etwa zwei Jahre später als geplant mit der Strecke Chūbu-Neu-Chitose der Flugbetrieb aufgenommen.

## Flugziele
AirAsia Japan bediente von ihrer Basis auf dem Flughafen Chūbu aus die Flughäfen Neu-Chitose, Sendai und Taiwan Taoyuan.

## Flotte
Mit Stand März 2020 bestand die Flotte der AirAsia Japan aus drei Flugzeugen mit einem Durchschnittsalter von 3,3 Jahren:
| Flugzeugtyp     | Luftfahrzeugkennzeichen | Anmerkungen                | Sitzplätze |
| --------------- | ----------------------- | -------------------------- | ---------- |
| Airbus A320-200 | JA01DJ                  | mit Sharklets ausgestattet | 180        |
| Airbus A320-200 | JA02DJ                  | mit Sharklets ausgestattet | 180        |
| Airbus A320-200 | JA03DJ                  | mit Sharklets ausgestattet | 186        |